# Controller Area Network
Het Controller Area Network (CAN) is een standaard voor een seriële databus, die oorspronkelijk is ontwikkeld door Robert Bosch GmbH, vanaf 1983 tot 1986, om elektronische sturingseenheden in voertuigen aan elkaar te koppelen.
CAN is expliciet ontworpen voor omgevingen met veel elektromagnetische storingen en maakt gebruik van twee differentieel aangedreven lijnen; de betrouwbaarheid van de signaaloverdracht kan verder worden verhoogd door het gebruik van twisted pair-verbindingen.
De eerste markt voor CAN was de automobielsector. Het systeem werd voor het eerst gebruikt in de Mercedes S-klasse in 1990, maar ondertussen is CAN ook doorgedrongen in andere embedded toepassingen, zoals machinesturingen en robots.
Gegevensoverdracht tot 1 Mbit/s (één miljoen bits per seconde) is mogelijk voor een kabellengte onder de 40 meter. Langere netwerken zijn mogelijk als de maximum bitsnelheid wordt aangepast; bijvoorbeeld, tot 250 kbit/s (250 duizend bits per seconde) voor een lengte van 250 meter.
Een CAN-bus maakt realtime communicatie mogelijk: iedere node van het CAN-netwerk heeft een vaste prioriteit en de boodschap van de node met de hoogste prioriteit krijgt voorrang.
Nieuwere standaarden van netwerkprotocollen voor gebruik in voertuigen zijn Media Oriented Systems Transport (MOST) en FlexRay.